# Трансформерси: Последњи витез
Трансформерси: Последњи витез (енгл. Transformers: The Last Knight) је амерички научнофантастични филм из 2017. године, режисера Мајкла Беја. Пети је део франшизе Трансформерси и наставак је филма Трансформерси: Доба изумирања (2014). Своје улоге из претходних филмова репризирају Марк Волберг, Џош Думел, Џон Туртуро и Глен Моршауер, док се као нови ликови појављују Лора Хадок, Изабела Монер, Џерод Кармајкл, Сантијаго Кабрера и Ентони Хопкинс. Гласове трансформерсима позајмљују Питер Кален, Френк Велкер, Џема Чен, Ерик Адал, Џим Картер, Омар Си, Кен Ватанабе, Џон Гудман и други.
Филм је премијерно приказан 18. јуна 2017. у Лондону, док је у америчким биоскопима реализован 21. јуна исте године. Добио је негативне критике од стране критичара, који су критиковали дужину трајања, причу, режију, наратив, глуму, сценарио, кинематографију и константне промене формата током филма, а ово је такође и најгоре оцењени филм у целом серијалу. Номинован је за десет награда Златна малина, међу којима су и оне за најгори филм, најгорег режисера и најгорег глумца (Волберг). Први је филм у серијалу који није остварио комерцијални успех, зарадивши 605 милиона долара широм света, наспрам буџета који је износио између 217–260 милиона долара, са процењеним губитком од 100 милиона долара за Paramount и Hasbro.

## Радња
Наставак култне франшизе ће нас провести кроз далеку прошлост до савременог доба и објаснити постојање Трансформерса још од давнина. Уз до сада невиђене ефекте и фантастичну причу, сви вољени ликови ће се окупити у овом наставку, уз појачање неких од највећих глумачких имена која ће потврдити да је ово наставак за памћење.

## Улоге
| Глумац            | Улога             |
| ----------------- | ----------------- |
| Марк Волберг      | Кејд Јегер        |
| Џош Думел         | Вилијам Ленокс    |
| Ентони Хопкинс    | сер Едмунд Бертон |
| Лора Хадок        | Вивијан Вембли    |
| Џон Туртуро       | Симор Симонс      |
| Стенли Тучи       | Мерлин            |
| Изабела Монер     | Изабела           |
| Џерод Кармајкл    | Џими              |
| Сантијаго Кабрера | Сантос            |
| Глен Моршауер     | генерал Моршауер  |
| Питер Кален       | Оптимус Прајм     |
| Ерик Адал         | Бамблби           |
| Џема Чен          | Квинтеса          |
| Омар Си           | Хот Род           |
| Џон Димагио       | Кросејрис         |
| Џон Гудман        | Хаунд             |
| Кен Ватанабе      | Дрифт             |
| Џим Картер        | Когман            |
| Френк Велкер      | Мегатрон          |

## Пријем
Филм је добио углавном лоше критике. Сајт Rotten Tomatoes му је дао рејтинг 15% и просечну оцену 3,3/10, што га чини најгорим филмом из серијала. Овај филм је такође зарадио 605 милиона долара, што је мање од свих осталих филмова у серијалу.